# Mughiphantes triglavensis
Mughiphantes triglavensis är en spindelart som först beskrevs av Miller och Polenec 1975.  Mughiphantes triglavensis ingår i släktet Mughiphantes och familjen täckvävarspindlar. Inga underarter finns listade i Catalogue of Life.